# 谢正观
谢正观（1953年—2025年1月16日），汉族，祖籍福建南安，出生于台湾，中华人民共和国政治人物、第十一届全国政协委员。
加入台湾民主自治同盟，担任台盟中央委员、中国科学院大学资源与环境学院教授。2008年，当选第十一届全国政协委员，代表台湾民主自治同盟，分入第十三组。并担任人口资源环境委员会专委。